# Зарічне (Богодухівський район)
Зарічне (до 18 лютого 2016 — Кру́пської) — селище сільського типу у Богодухівській міській громаді Богодухівського району Харківської області України.
- Поштове відділення: Улянівське

## Географія
Селище розміщене за 2 км від села Мирне Великописарівського району Сумської області (зняте з обліку у 2007 році). За 4 км протікає річка Рябина, за 5 км річка Івани. За 2 км знаходиться курган Хрестова Могила.

## Історія
Селище засноване в 1934 році.
У 2016 році селище Крупської перейменовано на Зарічне.
12 червня 2020 року, відповідно до розпорядження Кабінету Міністрів України № 725-р «Про визначення адміністративних центрів та затвердження територій територіальних громад Харківської області», селище увійшло до Богодухівської міської громади.
19 липня 2020 року, в результаті адміністративно-територіальної реформи та ліквідації Богодухівського району (1923—2020), селище увійшло до складу новоутвореного Богодухівського району Харківської області.

## Улянівська сільська рада
- Телефонний код: 8-05758